# رادوشا (توتین)
رادوشا (به صربی: Raduša) یک منطقهٔ مسکونی در صربستان است که در توتین، صربستان واقع شده‌است. رادوشا ۹۰ نفر جمعیت دارد.